# Tetramorium platynode
Tetramorium platynode är en myrart som beskrevs av Bolton 1980. Tetramorium platynode ingår i släktet Tetramorium och familjen myror. Inga underarter finns listade i Catalogue of Life.